# Ernst Aebersold
Ernst Aebersold (* 29. März 1887 in Lützelflüh; † 23. November 1958 in Hilterfingen, reformiert, heimatberechtigt in Rubigen) war ein Schweizer Politiker (SP).

## Leben
Ernst Aebersold kam am 29. März 1887 in Lützelflüh als Sohn des Jakob Aebersold und der Verena geborene Lüthi zur Welt. Er erhielt eine Ausbildung am Lehrerseminar Hofwil, an dem er 1906 das Lehrerpatent erwarb. In der Folge war er zunächst von 1906 bis 1915 als Lehrer im Biembach in der Gemeinde Hasle bei Burgdorf, anschliessend bis 1943 an der Erweiterten Oberschule in Ittigen, tätig. Zuletzt war Aebersold bis 1956 in der Funktion eines Schulinspektors für die Amtsbezirke Biel, Büren, Nidau und Wangen zuständig.
Er heiratete 1909 die Primarlehrerin Emma geborene Lüthi. Ernst Aebersold starb am 23. November 1958 im Alter von 71 Jahren in Hilterfingen.

## Politische Laufbahn
Das Mitglied der SP fungierte zwischen 1929 und 1944 als nebenamtlicher Gemeindepräsident von Bolligen. 1930 wurde Aebersold in den Berner Grossen Rat gewählt, wo er sich vor allem der Schulpolitik verschrieb, ehe er 1943 infolge seiner Wahl zum Staatsbeamten zurücktreten musste. Schliesslich war er zwischen 1947 und 1958 im Nationalrat, unter anderem als Präsident der Begnadigungs- und der PTT-Kommission, vertreten.
Ernst Aebersolds besonderes Engagement galt dem Kulturfilm, der Lehrlingsausbildung und -fürsorge und der Juragewässerkorrektion. In der sozialistischen. Abstinentenbewegung trat er als entschiedener Gegner des Alkoholismus auf.